# Gian Arturo Ferrari
Gian Arturo Ferrari (Gallarate, 1944) è un curatore editoriale e scrittore italiano.

## Biografia
Collaboratore di Paolo Boringhieri, è stato professore universitario, ma soprattutto ha lavorato per decenni nell'editoria italiana, per il Gruppo Mondadori, e brevemente per Rizzoli.
È stato editorialista del Corriere della Sera; autore di Libro (2014), del romanzo Ragazzo italiano (2020) e di Storia confidenziale dell’editoria italiana (2022).
Ha insegnato Storia del pensiero scientifico all’Università di Pavia.

## Opere
- Libro, Torino, Bollati Boringhieri, 2014 ISBN 978-88-339-2480-9.
- Ragazzo italiano, Milano, Feltrinelli, 2020 ISBN 978-88-07-03376-6.
- Storia confidenziale dell’editoria italiana, Venezia, Marsilio, 2022 ISBN 978-88-297-1543-5.